# Optische Superposition
Die Optische Superposition (von lateinisch super ‚über‘ und positio ‚Lage, Setzung, Stellung‘) ist eine von Jacobus Henricus van ’t Hoff im Jahr 1875 aufgestelltes stereochemisches Prinzip, das besagt, dass in optisch aktiven Verbindungen mit mehreren Chiralitätselementen jedes Element einen Beitrag zum Gesamtdrehwert liefert. Im Idealfall ist die Gesamtdrehung gleich der algebraischen Summe der von den einzelnen Stereozentren gelieferten Beiträge. 
Jacobus Henricus van ’t Hoff formulierte das Prinzip wie folgt:

„Für jede aktive Substanz ist die gesamte, von derselben bewirkte Drehung gleich der algebraischen Summe, der von den einzelnen asymmetrischen Kohlenstoffatome herrührenden Partialdrehungen.“

Das Prinzip ist nur gültig, wenn der von einem Stereozentrum herrührende Drehwert unabhängig von der Konfiguration anderer stereochemischer Gruppen im Molekül ist. Bei gegenseitiger Beeinflussung der stereochemischen Zentren durch intramolekulare Wechselwirkungen, sogenannter „Vicinalwirkung“, gilt das Prinzip nicht mehr streng. Der Grad der intramolekularen Beeinflussung hängt von der räumlichen Nähe der Stereozentren ab und wird mit steigender Entfernung kleiner. 